# Timothy Pickering
Timothy Pickering (Salem (Massachusetts), 17 juli 1745 – aldaar, 29 januari 1829) was een Amerikaans politicus. Hij was de derde minister van Buitenlandse Zaken van 1795 tot 1800 onder de presidenten George Washington en John Adams.

## Levensloop
Pickering groeide op in Massachusetts. Hij studeerde in 1763 af aan de Harvard-universiteit. Na zijn afstuderen ging hij werken als klerk in Essex County. Van 1768 tot 1774 was hij werkzaam als advocaat. Kort daarna werd hij gekozen in het parlement van Massachusetts, destijds nog een Britse kolonie. In 1776 trouwde hij met Rebecca White of Salem.
Tegelijkertijd was Pickering ook lid van de volksmilitie van Essex County. In januari 1766 werd hij tot luitenant benoemd en drie jaar later kreeg hij de rang van kapitein. In 1769 publiceerde hij zijn ideeën over hoe soldaten het best opgeleid konden worden in de Essex Gazette. In 1775 werden deze artikel gebundeld uitgegeven. Dit boek diende als een belangrijke handleiding bij de vorming van het Continentale Leger in aanloop naar de Amerikaanse Revolutie.
In december 1776 leidde Pickering een goed opgeleid regiment van de militia naar New York. Daar raakte generaal George Washington onder de indruk van Pickering en in 1777 werd hij benoemd tot adjunct-generaal in het Continentale leger. In die hoedanigheid was hij betrokken bij de bouw van de Great Chain. Met deze ketting werd de Hudson afgesloten voor de Britse marine. Op die manier bleef West Point beschermd van een aanval. Ook speelde hij een belangrijke rol in het opzetten van een bevoorradingssysteem voor het Amerikaanse leger.
Na de oorlog ging Pickering in zaken. Hij was echter niet succesvol. In 1786 werd hij negentien dagen gegijzeld toen hij kolonisten probeerde te verdrijven die zich illegaal in een bepaald gebied in Connecticut hadden gevestigd. In 1787 was hij deel van een conventie in Pennsylvania die de Amerikaanse grondwet moest ratificeren. In 1794 onderhandelde hij namens de Verenigde Staten met de Iroquois-indianen. Daaruit kwam het Verdrag van Canandaigua voort.
Pickering werd in 1791 in de regering van Washington gevraagd als postmeester. In 1795 diende hij korte tijd als minister van Oorlog en van 1795 tot 1800 was hij minister van Buitenlandse Zaken. Hij wordt vooral herinnerd door zijn sterke inzet om een goede relatie met Engeland te onderhouden, zover zelfs dat hij een oorlog met Frankrijk overwoog. Na een meningsverschil met president John Adams daarover werd hij ontslagen.
In 1802 probeerde Pickering samen met verschillende andere Federalisten, zijn partijgenoten, om steun te verkrijgen voor de afscheiding van New England. Deze poging slaagde niet. In 1803 werd hij voor de Federalisten in de staat Massachusetts gekozen in de Amerikaanse Senaat. In 1811 verloor hij zijn zetel in de Senaat. In 1812 werd hij gekozen in het Huis van Afgevaardigden. Nadat hij in 1816 ook daar zijn zetel verloor keerde hij terug naar Salem om daar op zijn boerderij tot zijn dood in 1829 te verblijven.
Jefferson ·
Randolph ·
Pickering ·
Marshall ·
Madison ·
Smith ·
Monroe ·
Adams ·
Clay ·
Van Buren ·
Livingston ·
McLane ·
Forsyth ·
Webster ·
Upshur ·
Calhoun ·
Buchanan ·
Clayton ·
Webster ·
Everett ·
Marcy ·
Cass ·
Black ·
Seward ·
Washburne ·
Fish ·
Evarts ·
Blaine ·
Frelinghuysen ·
Bayard ·
Blaine ·
Foster ·
Gresham ·
Olney ·
Sherman ·
Day ·
Hay ·
Root ·
Bacon ·
Knox ·
Bryan ·
Lansing ·
Colby ·
Hughes ·
Kellogg ·
Stimson ·
Hull ·
Stettinius ·
Byrnes ·
Marshall ·
Acheson ·
Dulles ·
Herter ·
Rusk ·
Rogers ·
Kissinger ·
Vance ·
Muskie ·
Haig ·
Shultz ·
Baker ·
Eagleburger ·
Christopher ·
Albright ·
Powell ·
Rice ·
Clinton ·
Kerry ·
Tillerson ·
Pompeo ·
Blinken
- Bibliothèque nationale de France: cb145801831 (data)
- Gemeinsame Normdatei: 155596845
- International Standard Name Identifier: 0000 0000 8194 5700
- Library of Congress Control Number: n79129088
- National Archives and Records Administration: 10581924
- Nationale Bibliotheek van Israël: 987007276511705171
- Nederlandse Thesaurus van Auteursnamen: 263093611
- SNAC: w6zt3khp
- Système universitaire de documentation: 127644431
- Trove: 947077
- Biographical Directory of the United States Congress: P000324
- Virtual International Authority File: 3759568
- WorldCat: E39PBJvd6YFDRjRw8qrrMHhJXd